# Untervaz
Untervaz est une commune suisse du canton des Grisons, située dans la région de Landquart.

Photo aérienne (1970)

## Monuments
La commune compte sur son territoire le château de Neuburg, aujourd'hui en ruines, inscrit comme bien culturel d'importance nationale.